# Bien suntuario

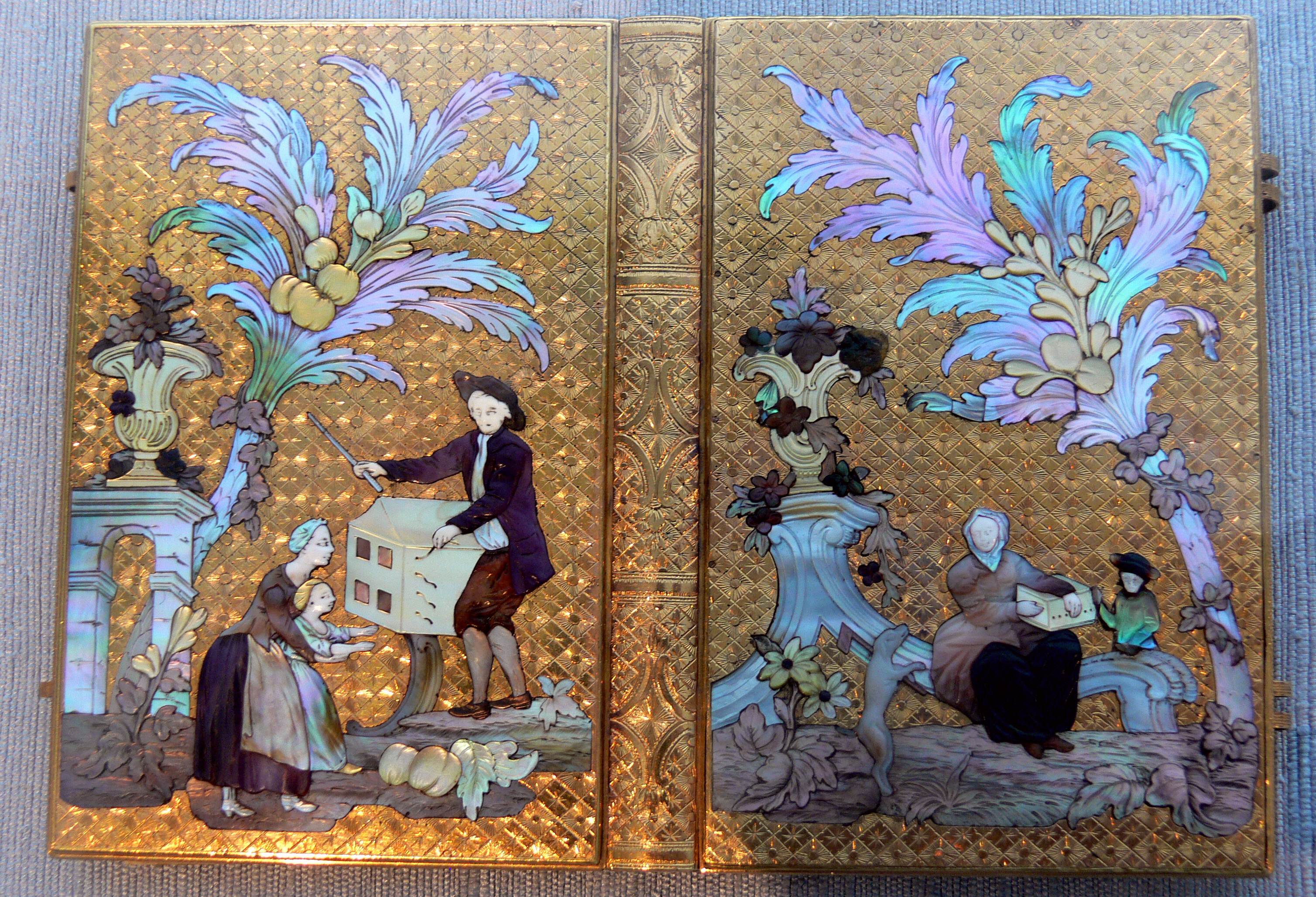
Encuadernación rococó secular de lujo o de tesoro para un libro, utilizando técnicas de la fabricación de cajas de oro, en oro, nácar y piedra dura, Berlín, 1750-1760. En esta época, estas lujosas encuadernaciones eran poco habituales.

En economía, un bien suntuario o bien de lujo es un bien cuya demanda aumenta de manera desproporcionada a medida que aumenta la renta, de modo que el gasto en el bien se convierte en una mayor proporción del gasto total. Los bienes de lujo contrastan con los bienes de primera necesidad, cuya demanda aumenta proporcionalmente menos que la renta.

## Mercado

### Características
Los bienes de lujo tienen una elevada elasticidad renta de la demanda: a medida que las personas se hacen más ricas, comprarán proporcionalmente más bienes de lujo. Sin embargo, esto también significa que, en caso de disminución de la renta, su demanda caerá de forma más que proporcional. La elasticidad renta de la demanda no es constante con respecto a la renta y puede cambiar de signo a distintos niveles de renta. Es decir, un bien de lujo puede convertirse en un bien de necesidad o incluso en un bien inferior a distintos niveles de renta.
Se ha afirmado que algunos productos de lujo son ejemplos de bienes Veblen, con una elasticidad precio de la demanda positiva: por ejemplo, encarecer un perfume puede aumentar su valor percibido como bien de lujo hasta tal punto que las ventas pueden aumentar, en lugar de disminuir. Sin embargo, los bienes Veblen no son sinónimos de bienes de lujo.
Aunque el término técnico bien de lujo es independiente de la calidad del bien, en general se consideran bienes situados en el extremo superior del mercado en términos de calidad y precio. Muchos mercados tienen un segmento de lujo que incluye, por ejemplo, versiones de lujo de automóviles, yates, vino, agua embotellada, café, té, alimentos, relojes, ropa, joyas y equipos de sonido de alta fidelidad. Los lujos pueden ser servicios. La contratación de personal doméstico a tiempo completo o que viva en la casa es un lujo que refleja las disparidades de ingresos. Algunos servicios financieros, sobre todo en algunas casas de bolsa, pueden considerarse servicios de lujo por defecto porque las personas con ingresos más bajos no suelen utilizarlos.

### Tendencias

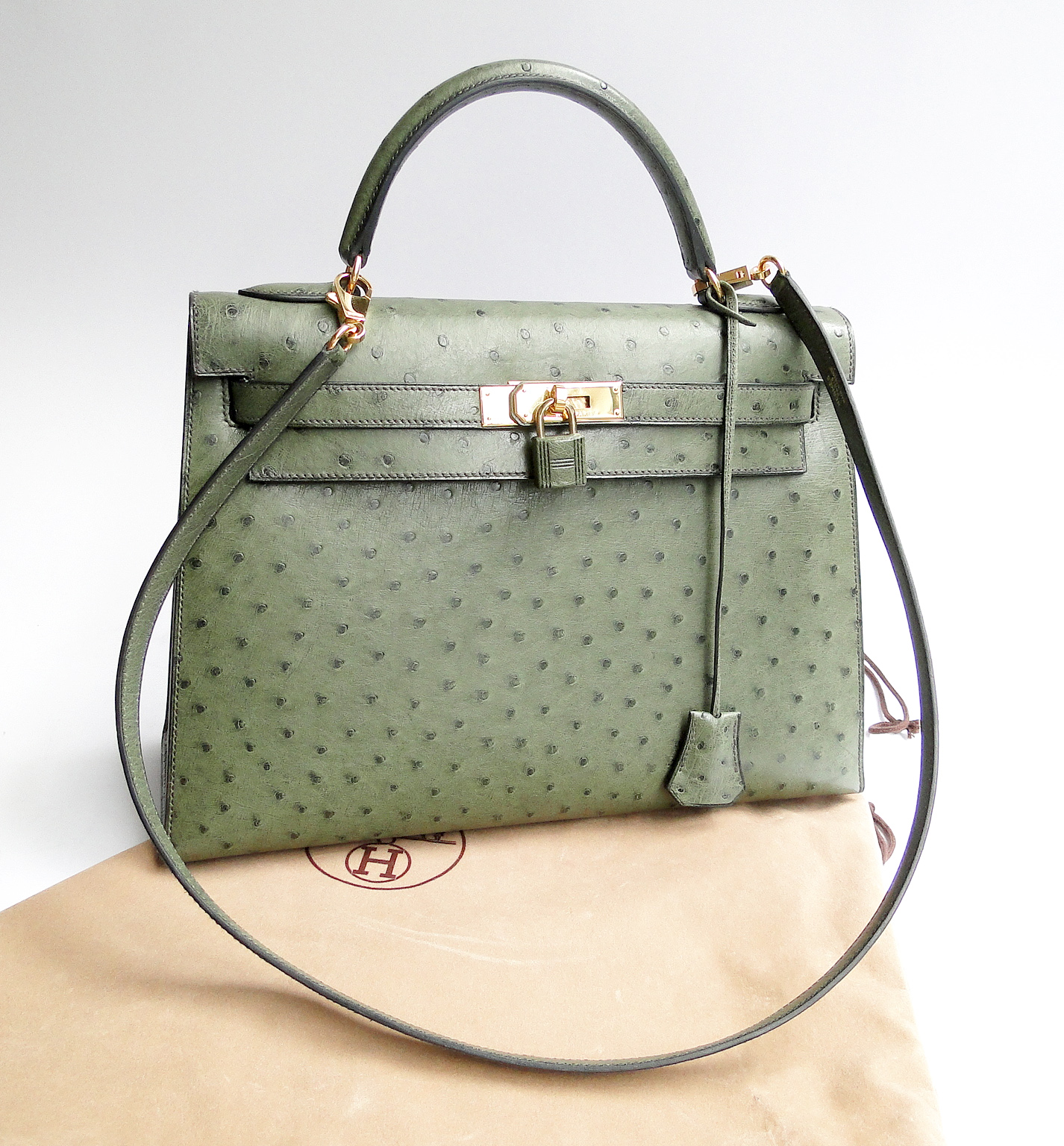
Un bolso de lujo. Mientras que muchos bolsos se valoran por su capacidad para transportar objetos, los bolsos de diseño se valoran en función de la moda.

Mientras que en el pasado, los artículos de lujo sólo estaban disponibles solamente para el «mundo aristocrático del dinero antiguo», hoy en día el lujo se representa a través de marcas que ofrecen la perceptción de exclusividad. Los artículos de lujo se han transformado al pasar de las obras hechas a medida (bespoke) con prácticas de distribución exclusivas por parte de pequeñas empresas y empresas familiares especializadas y preocupadas por la calidad a una producción masiva de artículos de marca especializados. La tendencia del lujo moderno es simplemente un producto o servicio comercializado, empaquetado y vendido por corporaciones globales centradas «en el crecimiento, la visibilidad, el conocimiento de la marca, la publicidad y, sobre todo, los beneficios». Cada vez más, los logotipos de lujo están disponibles para todos los consumidores a un precio superior en todo el mundo, incluso en Internet.
Las empresas de consumo global, como Procter & Gamble, también se sienten atraídas por el sector, debido a la dificultad de obtener beneficios en el mercado de bienes de consumo de masas. La base de clientes de los distintos artículos de lujo sigue diversificándose culturalmente, lo que plantea más retos nunca vistos y nuevas oportunidades a las empresas de este sector.
Las tendencias dominantes en el mercado mundial de bienes de lujo son:
- Colaboraciones: Las marcas de lujo, que tradicionalmente se mantenían relativamente aisladas, hoy en día producen colaboraciones  y ediciones limitadas con marcas populares especialmente en redes sociales.[7]
- Consolidación: La consolidación implica que un selecto grupo de corporaciones tienen la propiedad intelectual de las principales marcas de lujo. Por ejemplo, las corporaciones Kering, LVMH, y Richemont mantienen intereses en varias industrias de lujo.[8]
- Globalización: Los consumidores de algunos países son cada vez más ricos, por lo que se abren nuevos mercados para los vendedores de artículos de lujo.[9]
- Masstige: Del inglés mass prestige, la tendencia de prestigio masivo se basa en generar marcas que nominalmente son de lujo, pero que están destinadas para clases medias y populares[10]
- Servicios y experiencias de lujo: Aunque los bienes suntuarios suelen ser objetos físicos or marcas comerciales, los servicios de lujo se cataracterizan por ser experiencias que representan lujo gracias a su hedonismo, escapismo, y estética.[11]

## Economía
En economía, un bien superior o de lujo constituye una proporción mayor del consumo a medida que aumenta la renta, por lo que es un tipo de bien normal en la teoría del consumo. Un bien de este tipo debe poseer dos características económicas: ser escaso y, junto a ello, tener un precio elevado. La escasez del bien puede ser natural o artificial; sin embargo, la población en general (es decir, los consumidores) debe reconocer el bien como distinguiblemente mejor. La posesión de un bien de este tipo suele significar «superioridad» en recursos y suele ir acompañada de prestigio.
Un bien Veblen es un bien superior con un valor de prestigio tan alto que una disminución del precio podría reducir la demanda.
La elasticidad renta de un bien superior es superior a uno por definición, porque aumenta la cuota de gasto a medida que aumenta la renta. Un bien superior también puede ser un bien de lujo que no se compra en absoluto por debajo de un determinado nivel de renta. Algunos ejemplos serían el salmón ahumado, el caviar, y la mayoría de los demás manjares. Por otro lado, los bienes superiores pueden tener una amplia distribución de calidad, como el vino y las vacaciones. Sin embargo, aunque el número de bienes de este tipo consumidos se mantenga constante aunque aumente la riqueza, el nivel de gasto aumentará para garantizar una experiencia mejor.
Una mayor desigualdad de ingresos conduce a un mayor consumo de bienes de lujo debido a la ansiedad por el estatus.